# Happy hardcore
A happy hardcore egy zenei stílus, mely jellegzetesen gyors tempójáról (általában 160-180 BPM körül), dallamos énekeiről és érzelmes dalszövegeiről ismerhető fel. 4/4 üteme és a "happy" hangzás különbözteti a breakbeat hardcore nevű zenei stílustól, amely jellemzően sötétebb tónusú. Hasonlóan egyedivé tette még a stílust a zongora használata. Legközelebbi rokonai a holland gabber, valamint a rave, amitől 1991-1993 között vált el.

## Hőskora
Amikor a kilencvenes évek elején a rave tempója egyre gyorsulni kezdett, és fokozatosan kezdett leszakadni a jungle irányzatától, amely erős breakbeat-et és basszust használt. Néhányan továbbfejlesztették a jungle-t is, vidám hangzásvilágot keverve alá, amely ennek a stílusnak a rajongóit is megosztotta.
A közvélekedés úgy tartja, hogy DJ Slipmatt volt az első, aki a happy hardcore műfajában zenét készített. Példáját követte DJ Vibes, Wishdokta, s sokan mások, minek hatására 1994-ben a jungle-ből kivált a happy hardcore, mint önálló műfaj (a jungle később a drum and bass irányába mozdult el).
Nagy-Britanniában és Németországban a stílus a fénykorát 1994-1997 között élte. A londoni Dream FM kalózrádió műsorával és saját magazinjával támogatta terjedését. A siker másik eleme az volt, hogy egyes német és holland előadók vokálos részeket szőttek dalaikba, s ez nagy tetszést aratott a szigetországban.
Máshol a stílus új és új variánsai alakultak ki. Hollandiában a gabberbe kerültek bele egyes elemei, létrehozva a happy gabbert. Skóciában a gabber és a tradicionális brit breakbeat keverékéből jött létre a bouncy techno (scottish gabber). Hamarosan Kanada, az USA, valamint Ausztrália is átvette az új stílust. A 90-es évek végéig számos happy hardcore-válogatást adtak ki, köztük a leghíresebbek a German Happy Rave és a Bonkers.

## Az ezredforduló után
2000 környékén a stílusnak leáldozóban volt, ahogy a rave szféra is éppen pangott. Ám pár év kihagyás után a brit ajkú országokban megindult a stílus feltámasztása. Ennek jeleként 2002-ben három év után újra megjelent a Bonkers. A 2000 utáni happy hardcore-ból jellemzően eltűnt a zongora és a dallamos szintetizátor, helyette a 90-es évek végének trance-számaira hasonlító effektek kerültek be. Lassanként ezek a ritmusok hard trance-szé váltak, a kialakuló retro-őrület azonban visszahozta a klasszikus, "oldschool" happy hardcore-t. Legújabban a stílus a hardstyle elemeiből merít.

## Nevesebb előadók
| - DJ Vibes - Kyle WytchWood - Bangbros - Jimmy J - DJ Brisk - DJ Cotts - DJ Ravine - Auscore - DJ Seduction - Paul Elstak - Bang! - DJ Dougal - Wishdokta - Hixxy | - DJ Sharkey - Gammer - Scott Brown - DJ Sy - DJ Slipmatt - Stu Allan - Charly Lownoise & Mental Theo | - Darren Styles - Breeze - Dune - Blümchen - Ramos, Supreme & Sunset Regime - Trixxy - Scooter - DJ Ham |  |